# Liste der Biografien/Danc
Liste der Biografien |
Portal Biografien |
Personensuche
# |
A |
B |
C |
D |
E |
F |
G |
H |
I |
J |
K |
L |
M |
N |
O |
P |
Q |
R |
S |
T |
U |
V |
W |
X |
Y |
Z |
?
 
Da |
Db |
Dc |
Dd |
De |
Dg |
Dh |
Di |
Dj |
Dk |
Dl |
Dm |
Dn |
Do |
Dq |
Dr |
Ds |
Du |
Dv |
Dw |
Dy |
Dz
 
Daa |
Dab |
Dac |
Dad |
Dae |
Daf |
Dag |
Dah |
Dai |
Daj |
Dak |
Dal |
Dam |
Dan |
Dao |
Dap |
Daq |
Dar |
Das |
Dat |
Dau |
Dav |
Daw |
Dax |
Day |
Daz
 
Dana |
Danb |
Danc |
Dand |
Dane |
Danf |
Dang |
Danh |
Dani |
Danj |
Dank |
Danl |
Dann |
Dano |
Danq |
Danr |
Dans |
Dant |
Danu |
Danv |
Danw |
Dany |
Danz
Die Liste der Biografien führt alle Personen auf, die in der deutschsprachigen Wikipedia einen Artikel haben. Dieses ist eine Teilliste mit 93 Einträgen von Personen, deren Namen mit den Buchstaben „Danc“ beginnt.

## Danc

### Dance
- Dance, Charles (* 1946), britischer SchauspielerCharles Dance (* 1946)

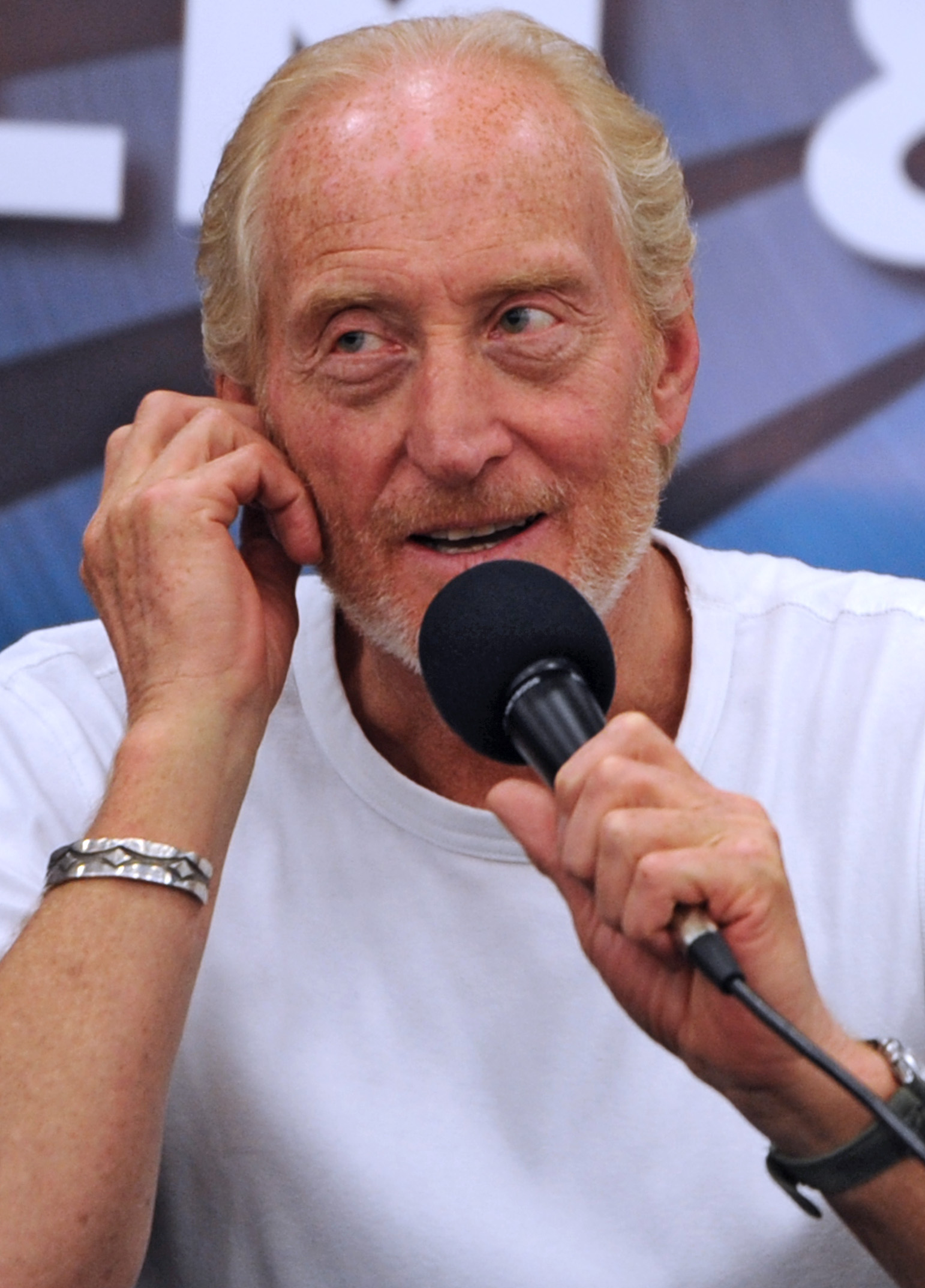
Charles Dance (* 1946)

- Dance, George der Ältere (1695–1768), britischer Architekt
- Dance, George der Jüngere (1741–1825), britischer Architekt
- Dance, Helen Oakley (1913–2001), kanadische Jazz-Produzentin und Journalistin
- Dance, Seb (* 1981), britischer Politiker (Labour Party), MdEP
- Dance, Stanley (1910–1999), britisch-US-amerikanischer Musikkritiker und Biograf
- Dance-Holland, Nathaniel (1735–1811), britischer Portraitmaler und Politiker
- Dănceanu, Liviu (1954–2017), rumänischer Komponist
- Dancelli, Michele (* 1942), italienischer Radrennfahrer
- Dancer, Barry (* 1952), australischer Hockeyspieler und -trainer
- Dancet, Geert (* 1956), belgischer Ökonom und EU-Beamter
- Dancette, Blandine (* 1988), französische Handballspielerin
- Dancevic, Frank (* 1984), kanadischer Tennisspieler und -trainer
- Dancewicz, Renata (* 1969), polnische Schauspielerin

### Danch
- Danch, Adam (* 1987), polnischer Fußballspieler
- Danchet, Antoine (1671–1748), französischer Schriftsteller
- Danchev, Alex (1955–2016), britischer Historiker und Biograf
- Danchin, Raphaël (* 1971), französischer Mathematiker

### Danci
- Danci, Maria Manuela (* 1989), rumänische Naturbahnrodlerin
- Dancigers, Georges (1908–1993), russisch-französischer Filmproduzent
- Dăncilă, Viorica (* 1963), rumänische Politikerin, MdEP
- Dancis, George (1932–2021), australischer Basketballspieler
- Dănciulescu, Ionel (* 1976), rumänischer Fußballspieler

### Danck
- Dancke, Christine (* 1984), norwegische Moderatorin, Rapperin und Musikerin
- Danckelman, Alexander von (1855–1919), deutscher Geograph und Meteorologe
- Danckelman, Eberhard von (1643–1722), brandenburgischer Minister und ReichsfreiherrEberhard von Danckelman (1643–1722)

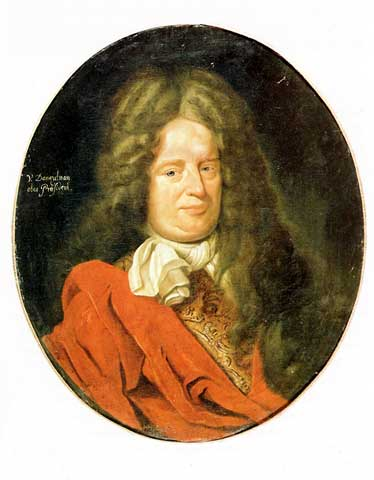
Eberhard von Danckelman (1643–1722)

- Danckelmann, Adolph von (1736–1807), preußischer Staatsminister
- Danckelmann, Adolph von (1779–1820), deutscher Geologe, Legationsrat und Oberbergrat
- Danckelmann, Bernhard (1831–1901), deutscher Forstwissenschaftler; Leiter der Forstakademie Eberswalde
- Danckelmann, Bernhard (1886–1947), preußischer Verwaltungsjurist und Landrat
- Danckelmann, Bernhard (1895–1981), deutscher Jurist
- Danckelmann, Carl Ludolph von (1699–1764), preußischer Staatsminister
- Danckelmann, Cornelius von (1789–1859), österreichischer Generalmajor
- Danckelmann, Daniel Ludolf von (1648–1709), Hauslehrer des kurbrandenburgischen Prinzen
- Danckelmann, Friedrich Wilhelm von (1682–1746), preußischer Staatsminister
- Danckelmann, Heinrich (1887–1947), deutscher General der Flieger im Zweiten Weltkrieg
- Danckelmann, Heinrich von (1768–1830), preußischer Justizminister
- Danckelmann, Ludwig Philipp Gottlob von (1744–1823), sächsischer Kreisdirektor und Amtshauptmann
- Danckelmann, Nikolaus Bartholomäus von (1650–1739), Geheimer Rat und kurbrandenburgischer Gesandter
- Danckelmann, Wilfried von (* 1943), deutscher Politiker (CDU), MdHB
- Danckelmann, Wilhelm von (1741–1782), preußischer Staatsminister
- Danckelmann, William von (1778–1833), preußischer Landrat
- Dancker, Georg (1811–1877), deutscher Advokat und Abgeordneter
- Dancker, Gerhard (1925–2006), deutscher Bühnenbildner, Objektkünstler und Maler
- Danckert, Annika (* 1981), deutsche Basketballnationalspielerin
- Danckert, Peter (1940–2022), deutscher Jurist und Politiker (SPD), MdBPeter Danckert (1940–2022)

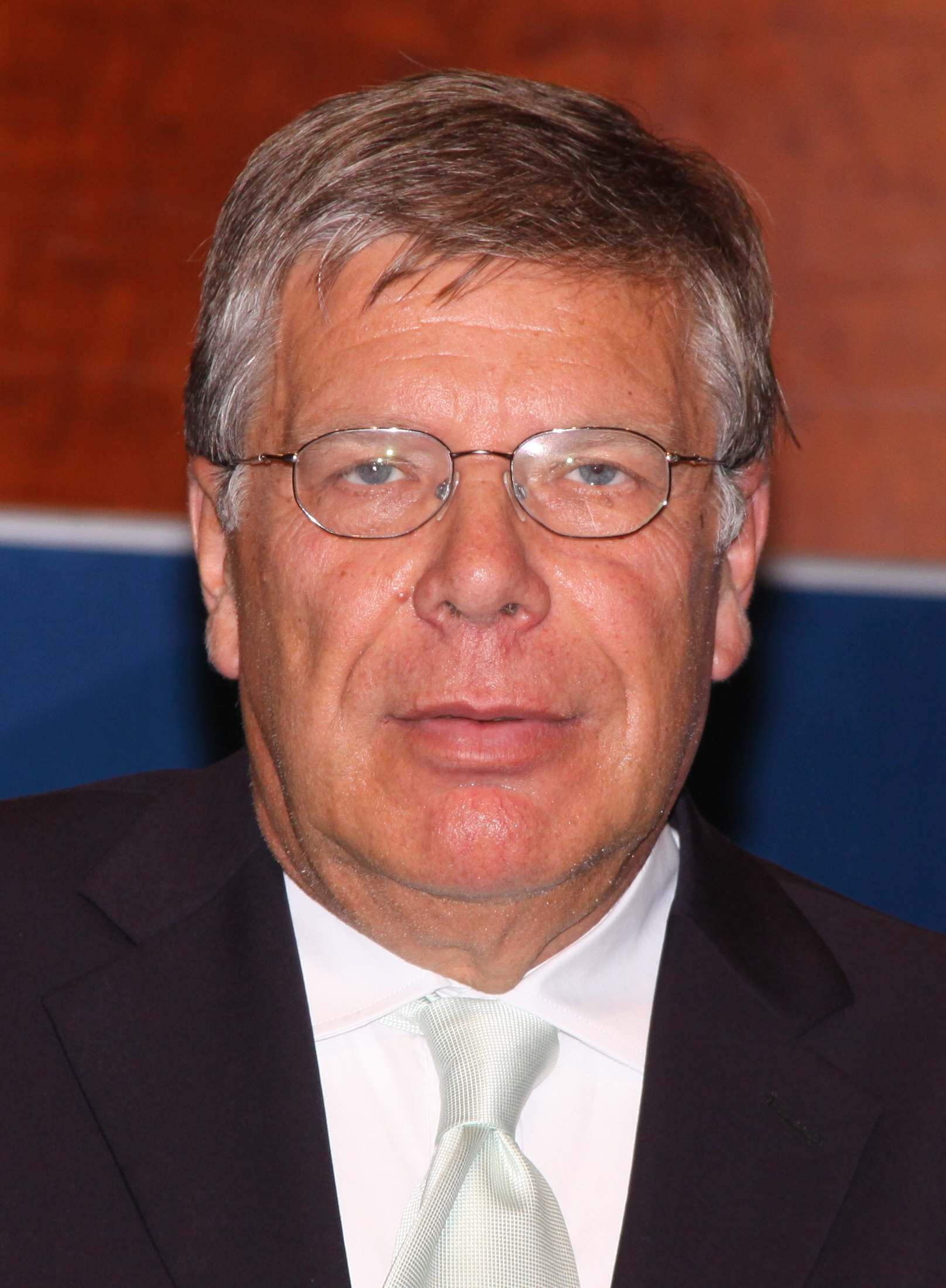
Peter Danckert (1940–2022)

- Danckert, Werner (1900–1970), deutscher Volksliedforscher
- Danckerts, Ghiselin, niederländischer Sänger und Komponist
- Danckwardt, Erich (1919–2003), deutscher Schiffbauingenieur und Hochschullehrer
- Danckwardt, Joachim Gottfried (1759–1825), deutscher Theologe
- Danckwardt, Marianne (* 1942), deutsche Musikwissenschaftlerin
- Danckwart, Gesine (* 1969), deutsche Dramatikerin und Autorin
- Danckwerth, Caspar (1605–1672), Bürgermeister von Husum (1641)
- Danckwerth, Johann Christian von (1718–1791), Kurfürstlich Hannoverscher Jurist, Oberamtmann und Königlich-schwedischer Intendant in Bremen
- Danckwerts, Dankwart (1933–2012), deutscher Soziologe und Sozialpädagoge
- Danckwerts, Emmy (1812–1865), deutsche Diakonisse und als Oberin erste Leiterin der Henriettenstiftung in Hannover
- Danckwerts, Hans (* 1897), deutscher Nachrichtendienstler und Redakteur
- Danckwerts, Justus (1853–1928), deutscher Wasserbauingenieur, preußischer Baubeamter und Hochschullehrer
- Danckwerts, Justus (1887–1969), deutscher Jurist, Verwaltungsbeamter und Politiker
- Danckwerts, Justus Friedrich (1779–1842), deutscher Verleger, Leiter des Verlags Vandenhoeck & Ruprecht in Göttingen
- Danckwerts, Victor (1899–1944), britischer Admiral
- Danckwortt, Hans (1875–1959), deutscher Rechtsanwalt
- Danckwortt, Peter (1876–1962), deutscher Apotheker, Chemiker und Hochschullehrer
- Danckwortt, Wilhelm (1822–1892), deutscher Apotheker

### Dancl
- Dancla, Charles (1817–1907), französischer Violinist und Komponist

### Danco
- Danco, Armin (1927–2017), deutscher Verwaltungsjurist
- Danco, Émile (1869–1898), belgischer Artillerieoffizier und AntarktisforscherÉmile Danco (1869–1898)

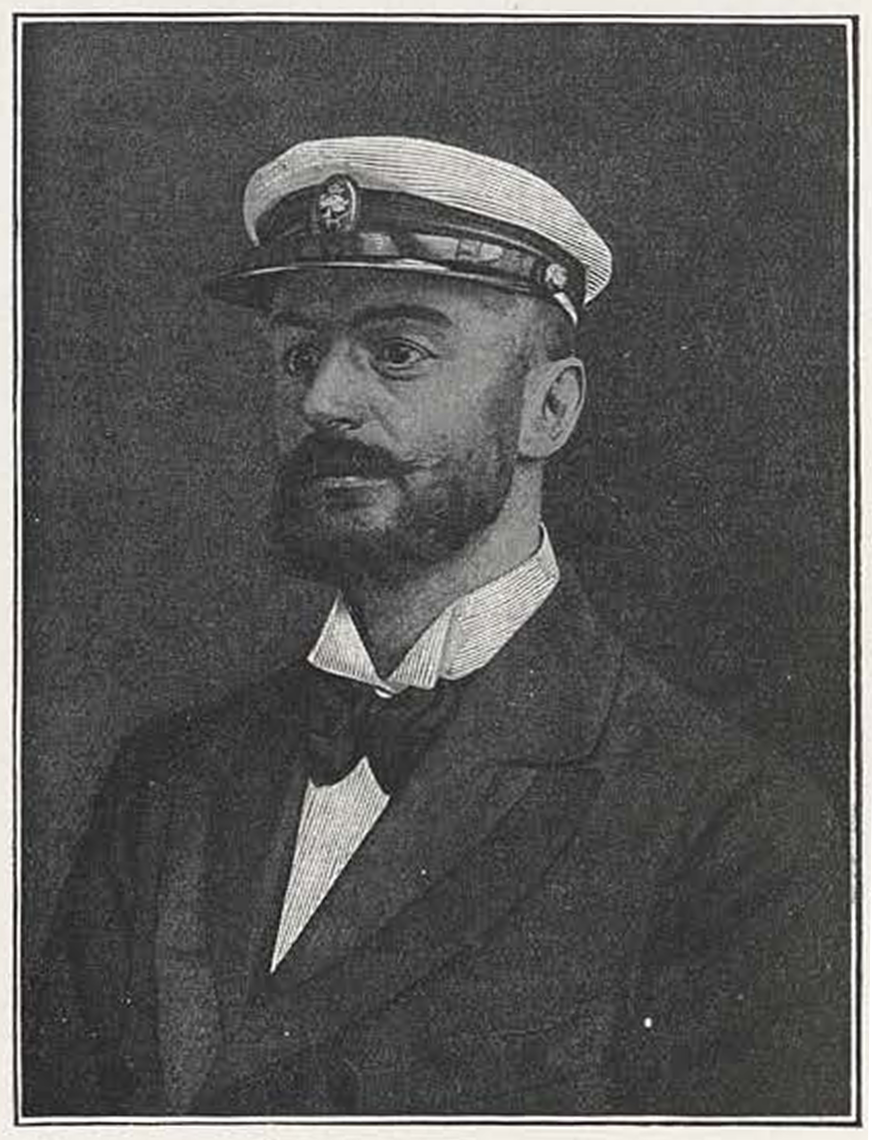
Émile Danco (1869–1898)

- Danco, Gerd (1938–2024), deutscher Jurist, Politiker (SPD), Bürgermeister, Landrat und Regierungspräsident
- Danco, Suzanne (1911–2000), belgische Opernsängerin (Sopran und Mezzosopran)
- Danco, Ty (* 1955), US-amerikanischer Rennrodler
- Dancoff, Sidney (1913–1951), US-amerikanischer theoretischer Physiker
- Dancoisne-Martineau, Michel (* 1965), französischer Entsandter auf St. Helena
- D’Ancona Costa, Cristina (* 1956), italienische Philosophiehistorikerin
- D’Ancona, Alessandro (1835–1914), italienischer Literaturwissenschaftler und Politiker
- D’Ancona, Paolo (1878–1964), italienischer Kunsthistoriker
- D’Ancona, Piero, italienischer Mathematiker
- D’Ancona, Vito (1825–1884), italienischer Maler des Realismus und Mitglied der Macchiaioli-Gruppe
- Dancourt (1661–1725), französischer Dramatiker und Schauspieler
- Dancourt, Manon (1684–1745), französische Schauspielerin
- Dancourt, Mimi (1685–1780), französische Schauspielerin
- Dancourt, Thérèse (1663–1725), französische Schauspielerin

### Dancs
- Dancs, Attila (* 1968), ungarischer Fußballspieler
- Dancs, Roland (* 1985), ungarischer Fußballspieler
- Dancsecs, Joschi (* 1951), österreichischer Filmproduzent, Kameramann, Lehrer und Künstler
- Dancsó, Mario (* 1978), österreichischer Musiker und Komponist

### Dancu
- Dančulović, Tomislav (* 1980), kroatischer Radrennfahrer

### Dancy
- Dancy, Chanda (* 1978), US-amerikanische Filmkomponistin und Musikerin
- Dancy, Hugh (* 1975), britischer SchauspielerHugh Dancy (* 1975)

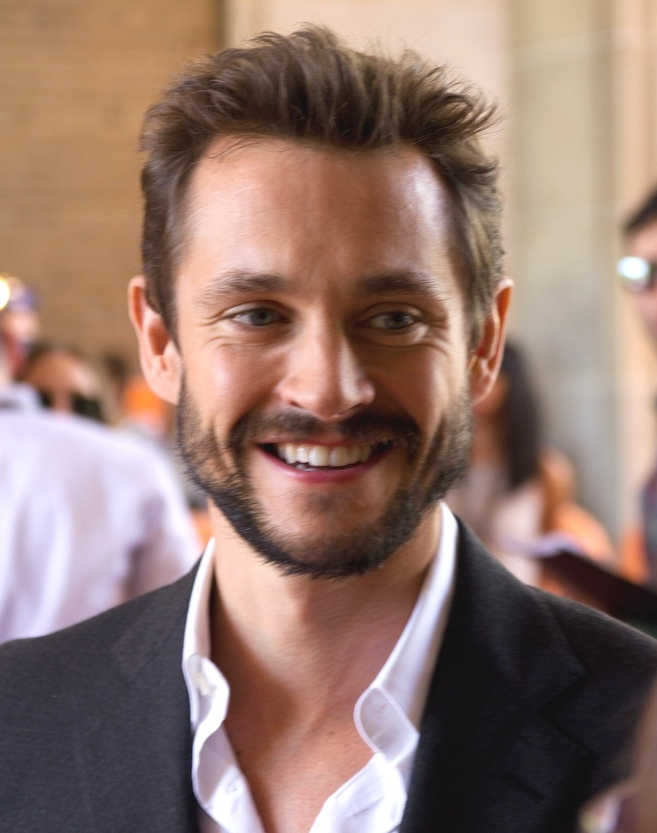
Hugh Dancy (* 1975)

- Dancy, Ken (* 1958), US-amerikanisch-französischer Basketballspieler
- Dancy, Russell M. (* 1938), US-amerikanischer Philosoph und Philosophiehistoriker
- Dancygier, Rafaela (* 1977), deutsch-US-amerikanische Politikwissenschaftlerin

### Dancz
- Danczowska, Kaja (* 1949), polnische Geigerin und Musikpädagogin
- Danczowski, Dezyderiusz (1891–1950), polnischer Cellist und Musikpädagoge